# Олунга, Майкл
Майкл Олунга Огада (фр. Michael Olunga Ogada; род. 26 марта 1994, Найроби) — кенийский футболист, нападающий клуба «Аль-Духаиль». Игрок национальной сборной.
Олунга учился в Техническом университете Кении на инженера, из-за этого он получил прозвище «Инженер» среди фанатов.

## Клубная карьера
Олунга начал карьеру на родине, выступая за клубы «Таскер» и «Гор Махиа». В составе последнего Майкл дважды выиграл кенийскую Премьер-лигу. В начале 2016 года Олунга отправил видеосообщение главному тренеру лондонского «Арсенала», Арсену Венгеру с просьбой о переходе. Позже Майкл подписал четырёхлетний контракт со шведским клубом «Юргорден». 3 апреля в матче против «Эребру» он дебютировал в Аллсвенскан лиге, заменив во втором тайме Матиаса Ранеги. 8 августа в поединке против «Гётеборга» Олунга сделал «дубль», забив свои первые голы за «Юргорден». По итогам сезона он стал лучшим бомбардиром команды, забив 12 мячей. После удачного дебютного сезона появилась информация об интересе к Майклу со стороны «Мальмё», бельгийских «Локерена» и «Брюгге», а также испанского «Бетиса».
В начале 2017 года Олунга перешёл в китайский «Гуйчжоу Чжичэн». Сумма трансфера составила 4,2 млн евро. 8 апреля в матче против «Тяньцзинь Тэда» он дебютировал в китайской Суперлиге. 28 апреля в поединке против «Гуанчжоу Фули» Майкл забил свой первый гол за «Гуйчжоу Чжичэн».
Летом того же года Олунга на правах аренды перешёл в испанскую «Жирону». 17 сентября в матче против «Севильи» он дебютировал в Ла Лиге. 13 января 2018 года в поединке против «Лас-Пальмаса» Майкл оформил хет-трик за 22 минуты, забив свои первые голы за «Жирону».
В августе 2018 года Олунга перешёл в японскую «Касиву Рейсол».

## Международная карьера
28 марта 2015 года в товарищеском матче против сборной Сейшельских Островов Олунга дебютировал за сборную Кении. 6 сентября в отборочном поединке Кубка Африки 2017 против сборной Замбии Майкл забил свой первый гол за национальную команду.
Летом 2019 года на Кубке африканских наций в Египте, Майкл был вызван в состав своей национальной сборной. Во втором матче против Танзании он на 39-й и 80-й минутах забил два гола, а его команда победила 3:2.

### Голы за сборную Кении
| #   | Дата            | Место                                       | Противник    | Счёт | Результат | Соревнование                       |
| --- | --------------- | ------------------------------------------- | ------------ | ---- | --------- | ---------------------------------- |
| 01. | 30 мая 2015     | Стадион Национальных героев, Лусака, Замбия | Замбия       | 1:0  | 1:2       | Кубок Африки 2017 (квалификация)   |
| 02. | 7 июня 2015     | Амаоро, Кигали, Руанда                      | Южный Судан  | 2:0  | 2:0       | Товарищеский матч                  |
| 03. | 7 октября 2015  | Бель-Вью-Арель, Бель-Вью-Арель, Маврикий    | Маврикий     | 2:5  | 2:5       | Чемпионат мира 2018 (квалификация) |
| 04. | 13 ноября 2015  | Ньяйо, Найроби, Кения                       | Кабо-Верде   | 1:0  | 1:0       | Чемпионат мира 2018 (квалификация) |
| 05. | 22 ноября 2015  | Аддис-Абеба, Аддис-Абеба, Эфиопия           | Уганда       | 1:0  | 2:0       | Кубок КЕСАФА 2015                  |
| 06. | 25 ноября 2015  | Ауаса Кенема, Ауаса, Эфиопия                | Бурунди      | 1:1  | 1:1       | Кубок КЕСАФА 2015                  |
| 07. | 4 октября 2016  | Стад де Мартир, Киншаса, ДР Конго           | ДР Конго     | 1:0  | 1:0       | Товарищеский матч                  |
| 08. | 23 марта 2017   | Кеньятта Стэдиум, Мачакос, Кения            | Уганда       | 1:0  | 1:0       | Товарищеский матч                  |
| 09. | 26 марта 2017   | Кеньятта Стэдиум, Мачакос, Кения            | ДР Конго     | 1:0  | 2:1       | Товарищеский матч                  |
| 10. | 26 марта 2017   | Кеньятта Стэдиум, Мачакос, Кения            | ДР Конго     | 2:1  | 2:1       | Товарищеский матч                  |
| 11. | 10 июня 2017    | Национальный стадион, Фритаун, Сьерра-Леоне | Сьерра-Леоне | 1:2  | 1:2       | Кубок Африки 2019 (квалификация)   |
| 12. | 5 октября 2017  | Басра Спортс Сити, Басра, Ирак              | Ирак         | 1:2  | 1:2       | Товарищеский матч                  |
| 13. | 27 марта 2018   | Марракеш, Марракеш, Марокко                 | ЦАР          | 2:3  | 2:3       | Товарищеский матч                  |
| 14. | 14 октября 2018 | Мои Интернэшнл Спортс Сентр, Найроби, Кения | Эфиопия      | 1:0  | 3:0       | Кубок Африки 2019 (квалификация)   |
| 15. | 15 июня 2019    | Сентро Депортиво Санта-Ана, Мадрид, Испания | ДР Конго     | 1:0  | 1:1       | Товарищеский матч                  |
| 16. | 27 июня 2019    | Стадион 30 июня, Каир, Египет               | Танзания     | 1:1  | 3:2       | Кубок Африки 2019                  |
| 17. | 27 июня 2019    | Стадион 30 июня, Каир, Египет               | Танзания     | 3:2  | 3:2       | Кубок Африки 2019                  |

## Достижения
Клубные
 «Гор Махиа»
- Чемпион Кении — 2014, 2015